# Стаљинова смрт
Стаљинова смрт (енгл. The Death of Stalin) је политичка сатирична црна комедија из 2017. године, режисера Арманда Јанучија, који је и написао сценарио заједно са Дејвидом Шнајдером и Ијаном Мартином. Рађен је у британско-француско-белгијској продукцији, а главне улоге тумаче Стив Бусеми, Сајмон Расел Бил, Педи Консидин, Руперт Френд, Џејсон Ајзакс, Олга Куриленко, Мајкл Пејлин, Андреа Рајзборо, Пол Чахиди, Дермот Кроули, Адријан Маклафлин, Пол Вајтхаус и Џефри Тамбор. Базиран на француском графичком роману из 2010. и 2012. године, La Mort de Staline, филм приказује борбу за власт после смрти совјетског лидера Јосифа Стаљина 1953. године.
Филм је премијерно приказан на Филмском фестивалу у Торонту 2017. и добио је похвале критичара. Реализован је 20. октобра 2017. у Уједињеном Краљевству, 4. априла 2018. у Француској и 18. априла исте године у Белгији. Филм је забрањен у Русији и Киргистану због наводног исмевања прошлости ових земаља и исмевања њихових вођа. Био је номинован за награду Магрит, у категорији за најбољи страни филм.

## Радња
Радња филма се одвија у Москви, 1953. године. Након смрти совјетског диктатора, Јосифа Стаљина, следи комплетни хаос у врху власти, као и борба за упражњену позицију. Међу моћницима који започињу надметање за превласт су Георгиј Маљенков, Никита Хрушчов и шеф НКВД-а, Лаврентиј Берија. Док они праве пометњу, свађају се и забијају једни другима нож у леђа, ко води државу?

## Улоге
| Глумац            | Улога             |
| ----------------- | ----------------- |
| Стив Бусеми       | Никита Хрушчов    |
| Сајмон Расел Бил  | Лаврентиј Берија  |
| Педи Консидин     | Јуриј Андрејев    |
| Руперт Френд      | Василиј Стаљин    |
| Џејсон Ајзакс     | Георгиј Жуков     |
| Мајкл Пејлин      | Вјачеслав Молотов |
| Андреа Рајзборо   | Светлана Стаљин   |
| Џефри Тамбор      | Георгиј Маљенков  |
| Адријан Маклафлин | Јосиф Стаљин      |
| Олга Куриленко    | Марија Јудина     |
| Пол Вајтхаус      | Анастас Микојан   |
| Пол Чахиди        | Николај Булгањин  |
| Дермот Кроули     | Лазар Каганович   |